# X射線偏振探測器
X射線偏振探測器（Imaging X-ray Polarimetry Explorer）是一座擁有三台相同望遠鏡的太空觀測站，用來測量黑洞、中子星和脈衝星的宇宙X射線偏振。X射線偏振探測器於 2021 年 12 月 9 日發射，是美國太空總署和義大利太空總署的國際合作計畫。X射線偏振探測器是美國太空總署探索者計劃的一部分，該計劃旨在設計低成本的太空船來研究太陽物理學和天文物理學。
X射線偏振探測器任務將研究奇異天體，並繪製黑洞、中子星、脈衝星、超新星遺跡、磁星、類星體和活動星系核的磁場圖。這些天體周圍環境發出的高能量X射線輻射可以極化—在特定方向上振盪。研究X射線的偏振可以揭示這些天體的物理特性，並能深入了解它們產生的高溫環境。

## 科學研究目標
技術與科學研究目標包括：
- 將偏振靈敏度提高兩個數量級，高於軌道太陽天文台上搭載的X射線偏振儀
- 同時提供光譜、空間和時間測量
- 確定活動星系核和類星體的幾何形狀和發射機制
- 找到磁星中的磁場配置並確定磁場的大小
- 找到脈衝星中X射線產生的機制及其幾何形狀
- 確定脈衝星風雲中的粒子是如何加速的

## 建造
X射線偏振探測器由鮑爾航空航太技術公司（Ball Aerospace & Technologies）所建造。首席研究員是美國太空總署馬歇爾太空飛行中心的馬丁·魏斯科普夫（Martin C. Weisskopf），他是美國太空總署馬歇爾太空飛行中心X射線天文學首席科學家，也是錢德拉X射線天文台的計畫科學家。 

## 設備
X射線偏振探測器擁有三台相同的望遠鏡，用於測量宇宙X射線的偏振，偏振探測器由義大利國家天文物理研究所(INAF) 和義大利國家核物理研究所(INFN) 的科學家發明和開發，經過數年的改進。